# Ua Pou (isla)
Ua Pou (en francés: l'île Ua Pou; en marquesano del norte: ’uapou) es una isla de las Marquesas, en la Polinesia Francesa. Está situada en el grupo norte del archipiélago, a 35 km al sur de Nuku Hiva y 85 km al noroeste de Hiva Oa.

## Historia

### Primeros pobladores
Los habitantes de Ua Pou participaron en las guerras tribales de Nuku Hiva, aunque ésta era la única isla que estaba unificada bajo un cabecilla único antes de la llegada de los europeos. Los primeros pobladores polinesios de Ua Pou vivían bajo los salientes de las rocas, como han demostrado las excavaciones realizadas a partir de 1982 en el refugio de roca de Anapua, no lejos del pueblo de Hakatao, en el sur de la isla. Su dieta principal era el pescado.
En los siglos siguientes, surgieron principados tribales independientes en las incisiones del valle, todavía reconocibles hoy en día por la ubicación de los pueblos. Al principio, sólo se asentaron las regiones costeras con acceso a la importante fuente de alimentos, el mar; con el aumento de la densidad de población, los asentamientos crecieron en los valles. Se ha investigado poco sobre la sociedad tribal de Ua Pous; el etnólogo alemán Karl von den Steinen realizó un trabajo pionero en este lugar en 1897/98.
En los valles de Hakamoui y Paumea se encontraban importantes principados tribales, cuyos legados arquitectónicos siguen siendo visibles en la actualidad. Los isleños construyeron sus casas y estructuras rituales sobre plataformas de piedra (paepae) de hasta 3 m de altura. Las casas actuales estaban hechas de materiales perecederos y tenían un techo empinado a dos aguas hecho de hojas de palmera, cuyo panel trasero llegaba hasta el suelo. La fachada estaba abierta y el techo se sostenía con postes profusamente decorados y bellamente tallados.

### Exploración y Colonización Europea
En 1791, el estadounidense Joseph Ingraham pasó por el grupo noroeste de las Marquesas en su camino a China, pero sin pisarlas. Dio a la isla de Ua Pou, visible en la distancia, el nombre de "Adam" o "Isla de Adams" por el vicepresidente John Adams.
También fue conocida antes como Isla Trevenen. El nombre Ua Pou significa «dos pilares» y refleja perfectamente su orografía. También se ha escrito como Ua Pu, Hua Pu y Ropo.
Se considera que el verdadero explorador europeo fue el circunnavegador francés Étienne Marchand (1755-1793), que llegó poco después, el 20 de junio de 1791, fondeó con su barco Solide primero en la bahía de Vaiehu, en la costa occidental, y luego frente a Hakahau. Permaneció fuera de la isla un total de tres días, pero los contactos con los habitantes durante las breves excursiones a tierra fueron limitados. Marchand bautizó la isla con el nombre de "Île Marchand", por su propio apellido.
La llegada del barco ballenero estadounidense Tuscan, procedente de Nantucket, el 4 de marzo de 1835, fue el preludio de otros encuentros con balleneros, aventureros y comerciantes turbios en los años siguientes, que llevaron armas de fuego y alcohol a las tribus.
Se considera que el año de la sumisión final de Ua Pou al dominio francés fue 1880, cuando el contralmirante Abel Bergasse Dupetit-Thouars (hijo adoptivo de Abel Aubert Du Petit-Thouars), eliminó por la fuerza la última resistencia. Las Marquesas se convirtieron entonces en una colonia francesa.

## Geografía
La isla tiene forma piramidal y en el centro destacan unos pilares basálticos en forma de pan de azúcar: Matahenua (1028 m), Pouakei (1023 m) y Oave (1230 m). La superficie total es de 105,3 km².

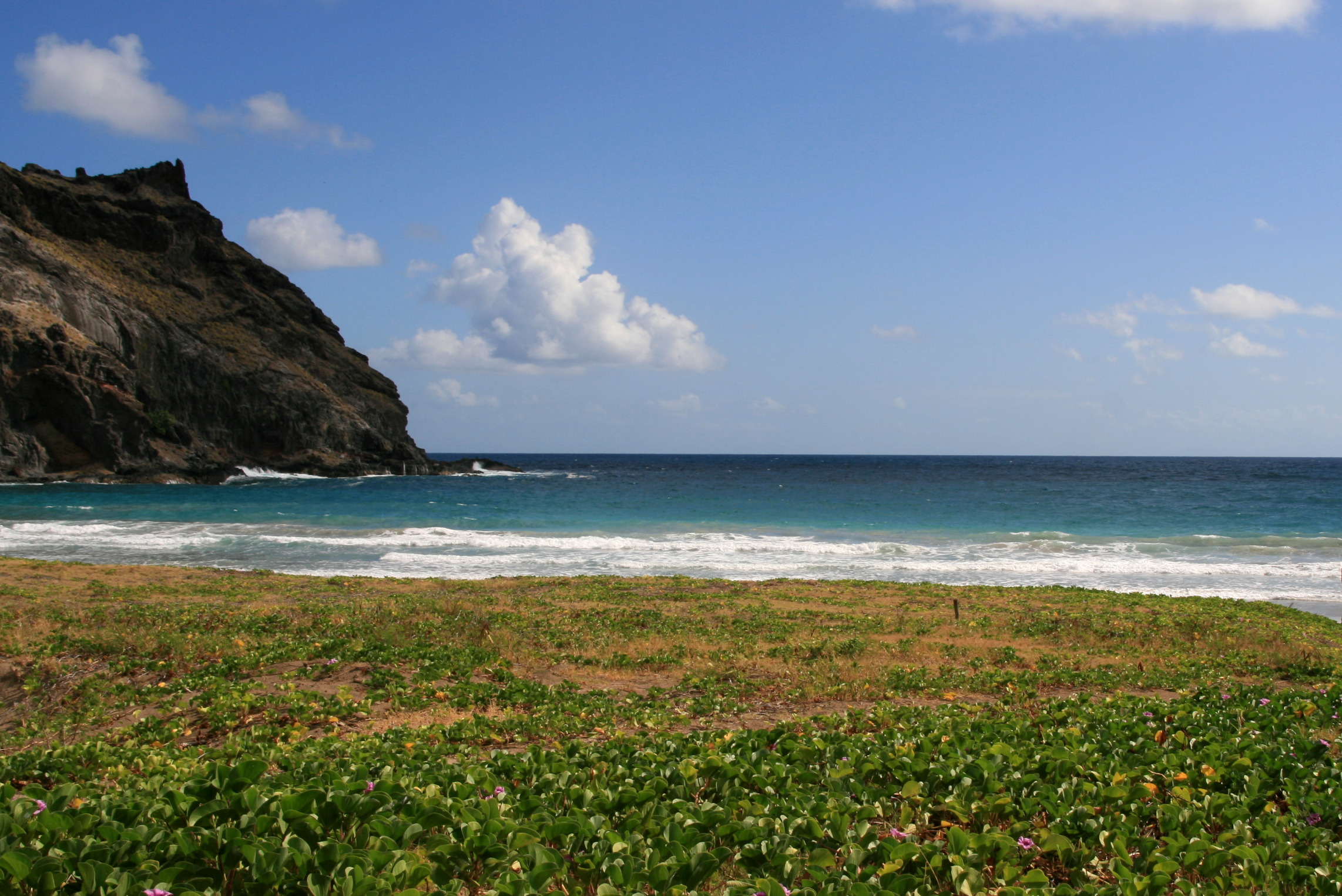
Playa de la Bahía de Anahoa, Ua Pou

### Demografía
Con 2200 habitantes en el censo del 2002, es la isla más densamente poblada del archipiélago. La villa principal es Hakahau situada al noroeste de la isla con el principal puerto y próxima al aeropuerto. La población es conocida por las cualidades artísticas innatas de los artesanos escultores y tatuadores, además de los cantantes y bailarines tradicionales. Periódicamente se celebra el festival de Matava‘a que constituye un centro importante de la cultura marquesana.

### Geología
Geológicamente, Ua Pou forma parte de la cadena volcánica lineal de las Marquesas, que se formó a partir de un punto caliente de la Placa del Pacífico y que se desplaza hacia el ONO a un ritmo de 103-118 mm por año. Las rocas ígneas de la isla tienen entre 2,54 y 4,86 millones de años

### Clima
Ua Pou se encuentra en el cinturón tropical de la Tierra. El clima varía de cálido y húmedo en las zonas costeras a fresco y húmedo en las regiones montañosas, con lluvias frecuentes y abundantes.

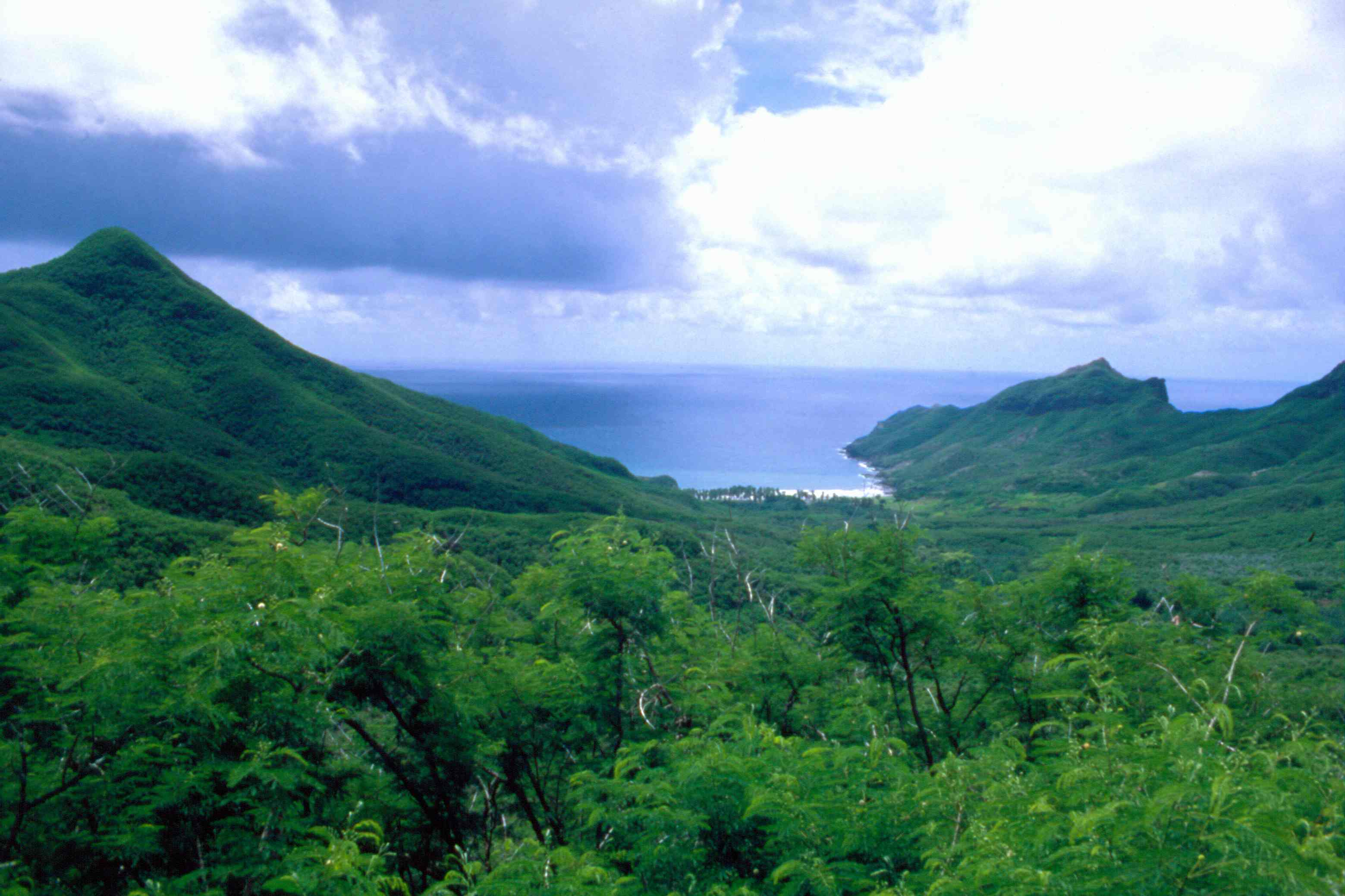
Bahía de Hakahau

### Flora
La flora de Ua Pou es relativamente pobre en especies en comparación con las otras grandes islas de las Marquesas (Nuku Hiva e Hiva Oa). Sólo se han registrado 90 especies autóctonas - 2 de ellas endémicas - y 71 especies exóticas. Sin embargo, esto puede estar relacionado con el insuficiente número de especímenes recogidos hasta ahora; los picos escarpados e inaccesibles han evitado cualquier estudio botánico sistemático por el momento.
La formación de la flora está muy influenciada por los vientos alisios, que contribuyen a bajar la temperatura y proporcionan abundantes precipitaciones. Las zonas costeras de las incisiones de los valles tienen una vegetación exuberante hasta altitudes medias, aunque siglos de asentamientos humanos y cultivos intensivos han reducido considerablemente el número de plantas autóctonas, dando preponderancia a las plantas antropócoras.
En las regiones intermedias predominan las comunidades vegetales autóctonas áridas o semiáridas. En las cumbres altas predominan los arbustos de bajo crecimiento, en su mayoría metrosideros. En el norte, a la sombra del viento y la lluvia de las montañas, hay zonas áridas más grandes.

### Fauna
La fauna de las Islas Marquesas es pobre en especies y se limita a aves terrestres y marinas, insectos, mariposas y arañas. La isla ha dado su nombre a un género de araña del dosel (Linyphiidae) que es endémica de Ua Pou. No hay animales que sean peligrosos para el ser humano. Las moscas nono, un tipo de mosca negra, que aparecen en el interior, suelen ser extremadamente desagradables.
En una bahía separada de Hakahau por una península (Playa Anahoa), las tortugas marinas verdes (Chelonia mydas) ponen sus huevos. Desgraciadamente, esta zona aún no está protegida, es la playa de baño más atractiva de la isla.

## Política y gobierno

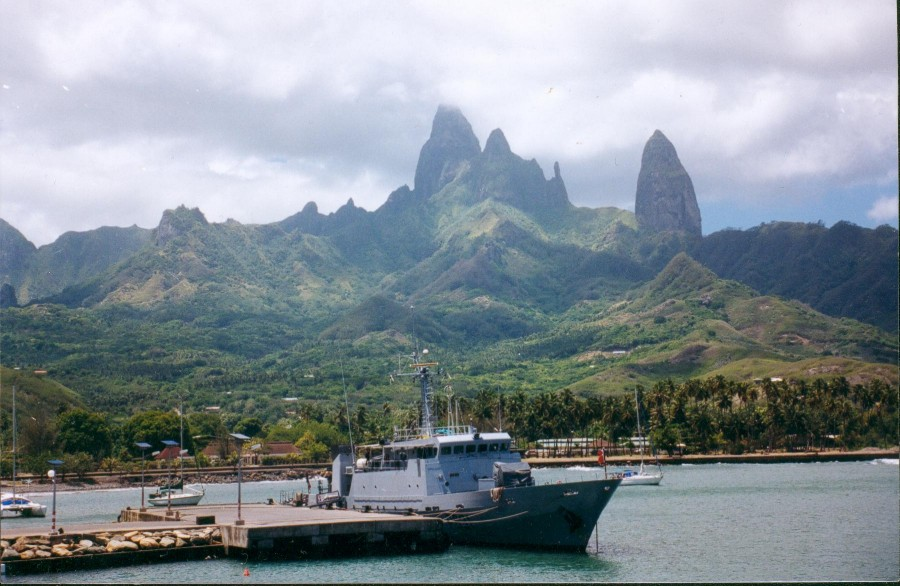
Un buque de la Armada Francesa en la Isla

En la actualidad, la isla forma parte políticamente del País de Ultramar (Pays d'outre-mer - POM) de la Polinesia Francesa y, por tanto, está afiliada a la Unión Europea. Está administrada por una subdivisión (Subdivision administrative des Îles Marquises) del Alto Comisariado de la República en Polinesia Francesa (Haut-commissariat de la République en Polynésie française) con sede en Papeete. Ua Pou forma un municipio independiente (Commune de Ua Pou) con 2.157 habitantes, la densidad de población es de unos 20 hab/km².
El idioma oficial es el francés. La moneda es (todavía) el franco CFP, que está vinculado al euro. La principal ciudad y sede del gobierno local es el pueblo de Hakahau, en la costa noroeste. Otros pueblos son Hakatao, Hakamaii, Hakahetau, Hohoi y Haakuti.

## Infraestructura
En el pueblo principal de Hakahau hay un centro médico, una estación de la Gendarmería nacional, la autoridad portuaria, algunas tiendas pequeñas, un banco, una oficina de correos (con teléfono por satélite), algunas pensiones privadas, restaurantes, una iglesia católica y otra protestante, una escuela con preescolar (école maternelle et primaire) y una escuela secundaria (collège).
Las aldeas están conectadas por carreteras que sólo están parcialmente pavimentadas. A algunos asentamientos sólo se puede llegar en barco (desde 2001).
En el norte de la isla, entre los pueblos de Hakahau y Hakahetau, hay una pista de aterrizaje asfaltada de 830 m de longitud (código de aeropuerto IATA: UAP) en un estrecho valle. El aeródromo se considera difícil porque la pista empieza justo al borde del mar, termina frente a una montaña y tiene una pendiente considerable. A Ua Pou llegan los aviones de enlace de Air Tahiti (vía Atuona, en la isla de Hiva Oa). El aeródromo está conectado al pueblo de Hakahau por una carretera empinada y sinuosa de 10 km.
La bahía de Hakahau tiene un puerto protegido por un rompeolas, que también permite que recalen cruceros más pequeños.

## Economía
Los habitantes viven principalmente de la agricultura de subsistencia. Los principales alimentos siguen siendo el pescado y otros animales marinos, así como el ñame, el taro, el fruto del pan, los cocos, los plátanos y otras frutas tropicales y subtropicales.
El turismo, aunque hay algunas casas de huéspedes privadas con modestas comodidades, sólo desempeña un papel menor desde el punto de vista económico.

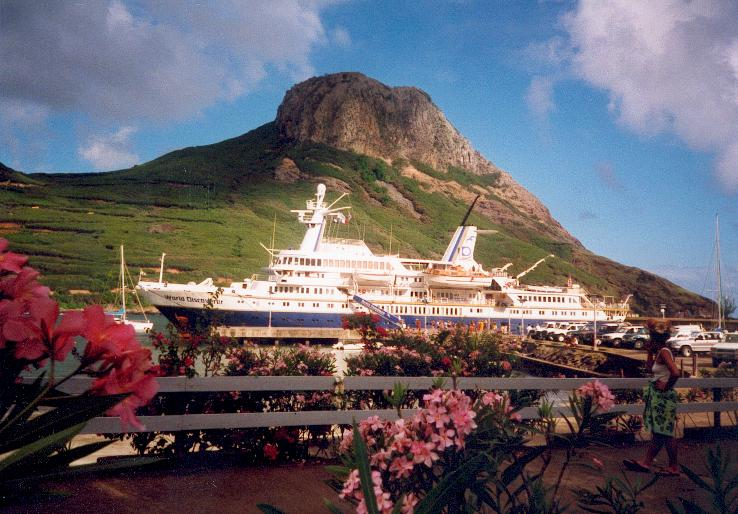
El Buque World Discoverer en Ua Pou

### Turismo
En Hakahau hay un pequeño museo con una colección de arte y objetos de culto de la isla. Junto a ella, se ha reconstruido una vivienda tradicional marquesana (tenai paepae) sobre una plataforma habitable.
En varios valles se encuentran los restos de asentamientos aborígenes polinesios, reconocibles por sus paepae (plataformas de casas) densamente cubiertas. Poco se ha descubierto o restaurado. El asentamiento del jefe Heato y su clan, venerado como divino, se encuentra en el valle de Hakamoui, cubierto de cocoteros y abanicos, castaños de mango, pandanus y enormes banianos. El complejo, ampliamente ramificado, cubre todo el valle, aunque las plataformas residenciales y ceremoniales ocultas en la densa maleza no son fáciles de detectar. Los edificios asociados hechos con materiales de corta duración ya han desaparecido. Karl von den Steinen creía haber identificado la plataforma ceremonial (marae) donde estaba enterrado el jefe Heato. Fotografió los restos óseos de su nieto Teiki Teiuao, que habían sido depositados en el pedestal de piedra en un entierro celestial (temporal).
Un excelente ejemplo de la muy desarrollada cantería de la isla es una expresiva cabeza de tiki hecha con piedra de toba Ke'etu de color claro en la fachada de una plataforma residencial en la "Plaza de las Mujeres Jóvenes" (mata'aute'a). Otro lugar que merece la pena ver es el valle de Paaumea, en el oeste de la isla. Interesantes, pero no fáciles de identificar en la densa vegetación, son los restos de un tohua, una especie de centro político y ritual con residencia del jefe, lugar de reunión y casa (ha'e ko'o'ua o casa de los ancianos), casa de los guerreros (ha'e toa), casa de los tatuajes (ha'e patu tiki) y lugar para cocinar (ha'e kuki).

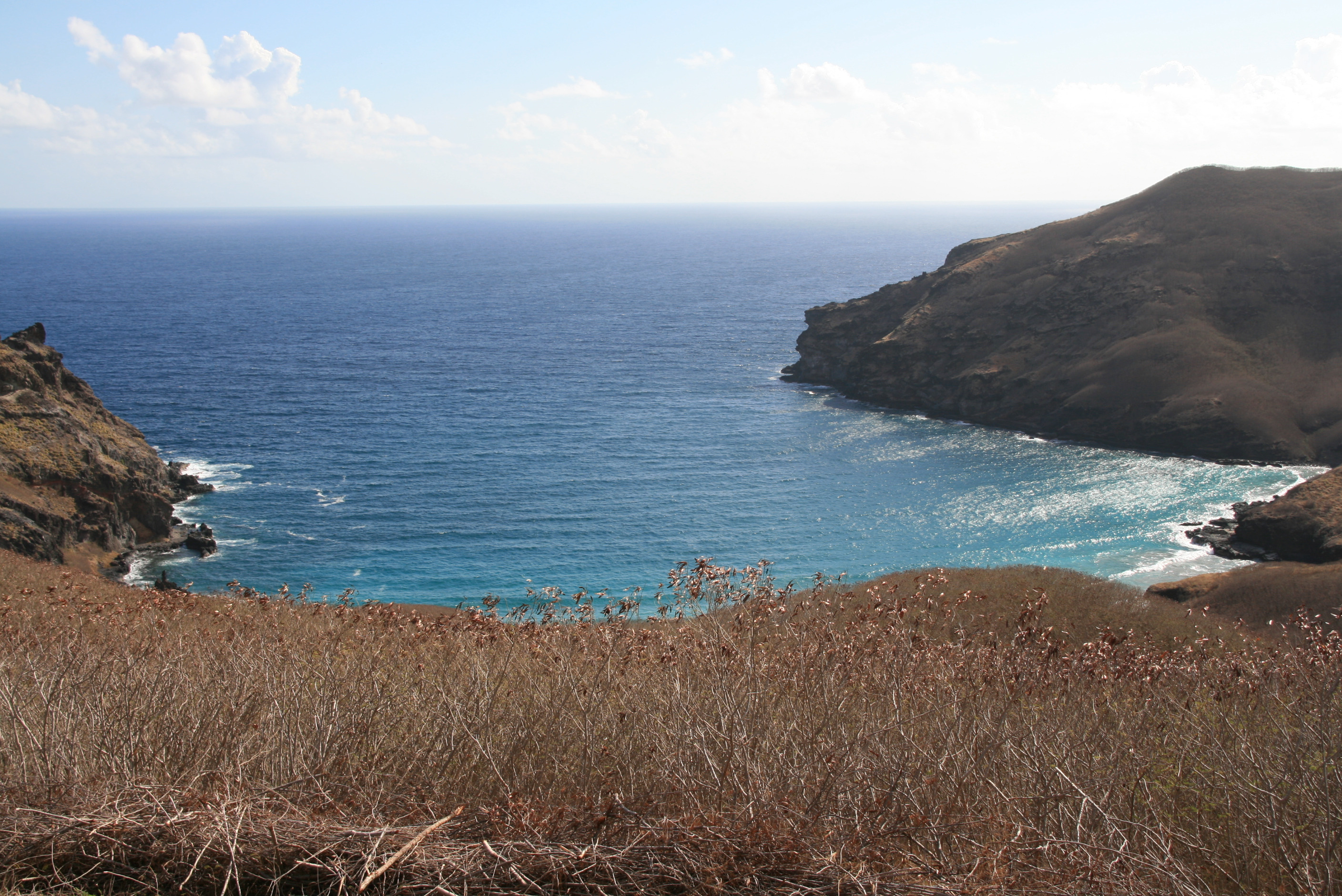
Costa de la Isla de Ua Pou

En Ua Pou se pueden encontrar (o comprar, porque los lugareños conocen mejor los sitios) las llamadas "piedras florales". Se trata de raras piedras de traquita con inclusiones decorativas que parecen flores.
Ua Pou es conocida por sus excelentes talladores de madera. En Hakahau hay varios artistas con talento a los que se puede ver trabajar y cuyas obras se pueden comprar. Desde que se celebró el primer Festival de Arte de las Marquesas en Ua Pou en 1987, se ha convertido en una actividad habitual, que se celebra cada año en diferentes lugares.

## Religión
En la actualidad la mayor parte de la población profesa el cristianismo esto como consecuencia de la actividad de los misioneros tanto Católicos como protestantes. 
La misión católica francesa en las Marquesas a partir de 1838 -1839 bajo el auspicio del almirante Abel Aubert Dupetit-Thouars no tuvo inicialmente ninguna consecuencia para Ua Pou. En el valle de Hakamoui vivía el jefe Heato (atua heato = Dios Heato), un seguidor de la antigua religión con sacrificios humanos y canibalismo ritual, que era venerado como divino.
Se resistió ferozmente a los ocupantes y misioneros europeos. Se dice que tenía preferencia por la carne humana sin tatuar, un rumor que hacía que una estancia más larga pareciera menos deseable para los europeos. Sólo después de la muerte de Heato, en 1846, los misioneros franceses pudieron afianzarse. Hakahetau cuenta con la primera iglesia de piedra de las Marquesas, construida en 1859. Está dedicada a San José. La hija y sucesora de Heato, Teiki Teiuao, consiguió unir a todas las tribus de la isla bajo su hegemonía en 1860 con la ayuda de armas de fuego europeas. Sin embargo, una epidemia de viruela despobló casi por completo la isla y puso fin a sus aspiraciones imperiales.
El edificio más notable de Hakahau es la Eglise Saint Étienne, construida en 1981 y dedicada a San Esteban. La iglesia moderna está construida en el estilo tradicional polinesio. La decoración interior muestra el alto nivel del arte de la talla en las Marquesas. El inusual púlpito en forma de barco está tallado en el tocón de un enorme árbol tropical enraizado en el suelo.